# Rapido (fiume)
Il Rapido è un fiume della provincia di Frosinone. Ha origine dal Monte Santa Croce, nei pressi di San Biagio Saracinisco e, dopo aver percorso 37 km, confluisce a Cassino nel fiume Gari. Il suo nome è noto internazionalmente per la battaglia del fiume Rapido, sebbene questa si sia svolta in realtà sul fiume Gari.

## Percorso del fiume
Nasce dal Monte Santa Croce nelle Mainarde, nei pressi del confine tra Lazio e Molise. Attraversando con le sue copiose acque il paese di Sant'Elia Fiumerapido.
Nel dopoguerra il suo corso, che in precedenza passava per il centro di Cassino (passava per l'attuale via Varrone per poi gettarsi nelle acque del Gari a valle di via Arigni), è stato incanalato nel "collettore di Fondovalle". Riprende dunque, il suo corso originario, fino a confluire nel Gari nei pressi delle Terme Varroniane.
È un fiume assai ricco di acque (media 26 m³/s, minima assoluta 10 m³/s), e dalla portata costante in quanto alimentato da copiose sorgenti carsiche.
I suoi affluenti di sinistra sono: vallone dell'Ascensíone, torrente il Rio; Il suo affluente di destra è il rio Secco.